# 中国人民政治协商会议西藏自治区委员会
中国人民政治协商会议西藏自治区委员会（藏語：ཀྲུང་གོ་མི་དམངས་ཆབ་སྲིད་གྲོས་མོལ་ཚོགས་འདུ་བོད་རང་སྐྱོང་ལྗོངས་ཨུ་ཡོན་ལྷན་ཁང་།），简称西藏自治区政协或政协西藏自治区委员会，是中国人民政治协商会议在西藏自治区的地方组织机构。
民主党派未在西藏自治区发展，中国人民政治协商会议西藏自治区委员会领导均为中共党员或无党派人士。

## 历届领导

### 第一届
- 任期：1959年12月－1965年9月
- 主席：谭冠三
- 副主席：噶丹赤巴·土登滚噶、周仁山、朗顿·贡嘎旺秋、桑颇·才旺仁增、尧西·贡保才旦、土登尼玛、邦达多吉、桑顶·多吉帕姆

### 第二届
- 任期：1965年9月－1977年12月
- 主席：张国华
- 副主席：周仁山、王其梅、协绕顿珠、桑颇·才旺仁增、扶廷修、江金·索朗杰布、格桑旺堆、邦达养壁、邦达多吉、江措林·土登格桑、坚白赤列、桑顶·多吉帕姆、拉敏·益西楚臣（1965年9月－）

### 第三届
- 任期：1977年12月－1983年4月
- 主席：任荣 → 阴法唐（1981年4月－）
- 副主席：杨东生、帕巴拉·格列朗杰、苗丕一、李传恩、任昌、朗顿·贡嘎旺秋、生钦·洛桑坚赞、德格·格桑旺堆、坚白赤列、桑顶·多吉帕姆、拉敏·索朗伦珠、江中·扎西多吉、吉普·平措次登、宋子元（1979年8月－）、郑英（1979年8月－）、雪康·土登尼玛（1979年8月－）、金中·坚赞平措（1979年8月－）、拉乌达热·土登旦达（1979年8月－）、朗杰（1979年8月－）、夏川（1981年4月－）

### 第四届
- 任期：1983年4月－1988年8月
- 主席：杨岭多吉（－1986年5月） → 热地（1986年5月－）
- 副主席：帕巴拉·格列朗杰、宋子元、郑英、坚白赤列、桑顶·多吉帕姆、拉敏·索朗伦珠、金中·坚赞平措、拉乌达热·土登丹达、尧西·贡保才旦、嘎雪·曲吉尼玛、丹增加措、拉鲁·次旺多吉、刘永康（1984年7月－）、雍增·土登唐巴（1984年7月－）、霍康·索朗边巴（1984年7月－）、唐麦·贡觉白姆（1984年7月－）、贡巴萨·土登吉扎（1984年7月－）、恰巴·格桑旺堆（1984年7月－）、才旦卓玛（1987年7月－）、曲金男（1987年7月－）

### 第五届
- 任期：1988年8月－1993年1月
- 主席：热地
- 副主席：帕巴拉·格列朗杰、郑英、桑顶·多吉帕姆、拉敏·索朗伦珠、金中·坚赞平措、刘永康、尧西·古公才旦、丹增加措、拉鲁·次旺多吉、霍康·索朗边巴、唐麦·贡觉白姆、贡巴萨·土登吉扎、恰巴·格桑旺堆、曲金男、才旦卓玛、多吉扎·仁增钦莫·江白洛桑、尧西·索朗卓玛、王海林（1990年5月－）

### 第六届
- 任期：1993年1月－1998年5月
- 主席：帕巴拉·格列朗杰
- 副主席：巴桑、洛桑丹珍、拉敏·索朗伦珠、金中·坚赞平措、拉鲁·次旺多吉、唐麦·贡觉白姆、恰巴·格桑旺堆、才旦卓玛、多吉扎·仁增钦莫·江白洛桑、尧西·索朗卓玛、尧西·旺堆、周岐顺、徐洪森、呷玛泽登、杨朝济、江中·扎西多吉（－1996年5月）、王海林（－1996年5月）、贡巴萨·土登吉扎（－1996年5月）、恰扎·强巴赤列（－1996年5月免职）、杨有才（1995年5月－）

### 第七届
- 任期：1998年5月－2003年1月
- 主席：帕巴拉·格列朗杰
- 副主席：巴桑、陈汉昌、桑珠、生钦·洛桑坚赞、金中·坚赞平措、拉鲁·次旺多吉、拉敏·索朗伦珠、才旦卓玛、向阳、多吉扎·仁增钦莫·江白洛桑、尧西·索朗卓玛、尧西·旺堆、珠康·土登克珠、和志光、向巴嘎登、平措、曾忠义、高世珍

### 第八届
- 任期：2003年1月－2008年1月
- 主席：帕巴拉·格列朗杰
- 副主席：李立国、巴桑顿珠、拉敏·索朗伦珠、尧西·旺堆、顿珠、次仁卓嘎、曲加、加保、珠康·土登克珠、平措、曾忠义、益希单增、金毅明、乔元忠、才旺班典、策墨林·单增赤列、扎门·赤列旺杰

### 第九届
- 任期：2008年1月－2013年1月
- 主席：帕巴拉·格列朗杰
- 副主席：巴桑顿珠、洛桑江村、德吉措姆、珠康·土登克珠、金毅明、乔元忠、策墨林·单增赤列、刘庆慧、罗松多吉、白玛朗杰、索朗卓玛、央金、洛桑久美、宗洛·向巴克珠、萨龙·平拉
- 秘书长：罗松多吉（兼）

### 第十届
- 任期：2013年1月－2018年1月
- 主席：帕巴拉·格列朗杰
- 副主席：公保扎西、罗松多吉、李素芝、珠康·土登克珠、策墨林·单增赤列、白玛朗杰、洛桑久美、宗洛·向巴克珠、萨龙·平拉、金世洵、高扬、索朗仁增、阿旺、参木群、阿沛·晋源
- 秘书长：索朗培杰

### 第十一届
- 任期：2018年1月－2023年1月
- 主席：帕巴拉·格列朗杰
- 副主席：旦科（2021年12月31日辞任）、高扬（2021年1月22日辞任）、珠康·土登克珠、策墨林·单增赤列、洛桑久美（2021年1月22日辞任）、宗洛·向巴克珠、萨龙·平拉、索朗仁增、阿旺、阿沛·晋源（2021年1月22日辞任）、王亚蔺、桑杰扎巴、卓嘎、雷桂龙、扎西达娃、江措拉姆（2021年1月23日补选）、杜建功（2021年1月23日补选）、嘎玛泽登（2022年1月6日补选）、多吉次珠（2022年1月6日补选）、姜杰（2022年1月6日补选）、白玛旺堆（2022年1月6日补选）
- 秘书长：雷桂龙（兼，2021年7月28日辞任）

### 第十二届
- 任期：2023年1月－
- 主席：帕巴拉·格列朗杰
- 副主席：嘎玛泽登（2024年5月辞任）、孟晓林、珠康·土登克珠、策墨林·单增赤列、宗洛·向巴克珠、萨龙·平拉、多吉次珠、阿旺、姜杰（2023年7月辞任）、白玛旺堆、卓嘎、扎西达娃、俞允贵、王刚、斯朗尼玛（2025年1月21日补选）
- 秘书长：王刚（兼）